# Спътникова навигация
Спътникова навигация или сателитна навигационна система е система, която използва сателити, за да се осигури автономно геопространствено позициониране. Това позволява на малките електронни приемници да определят на местоположението си (дължина, ширина, и височина/кота) с висока точност (до няколко метра) с помощта на сигнал за точно време, предавани чрез пряка видимост от спътници с радио. Системата може да се използва за предоставяне на позиция, навигация и проследяване на позицията на приемника (сателитно проследяване). Сигналите също така позволяват на електронния приемник да изчисли текущото местно време с висока точност, която позволява синхронизация на времето. Спътниковата навигация работи независимо от всякакви телефонни или интернет комуникации, въпреки че тези технологии могат да подобрят полезността на получената информация за позициониране.
Сателитна навигационна система с глобален обхват може да се нарече глобална навигационна спътникова система (GNSS). От октомври 2018 г., САЩ с (GPS) и Русия с GLONASS имат напълно функциониращи GNSS, Китай с BeiDou Navigation Satellite System (BDS) и Европейския съюз с „Галилео“ имат график за напълно функциониращи такива до 2020 година. Индия, Франция и Япония са в процес на разработване на регионална навигация и системи.
Глобалното покритие за всяка система обикновено се постига чрез спътникова плеяда от 18 – 30 разпръснати спътници между няколко орбитални равнини на средна околоземна орбита (МЕО). В действителност системите варират, но ползват орбитална инклинация над 50° и орбитални периоди приблизително дванадесет часа (на надморска височина от около 20 000 километра или 12 000 мили).